# ダンジョン・シージIII
『ダンジョン シージ 3』（英語：Dungeon Siege III）は、過去のシリーズを手掛けたGas Powered Games（ガスパワード・ゲームス）のロールプレイングゲーム『ダンジョン シージ』シリーズの第三作である。前作『ダンジョン シージ 2』以来7年ぶりの作品。本作はObsidian Entertainmentが開発を担当している。
日本では、2011年7月28日にスクウェア・エニックスより発売されている。海外版の4つ予約特典アイテム（「煉獄のバンド」・「アラクンの牙」・「騎士団の聖心」・「大魔術師のタリスマン」）も収録されている。
2011年10月25日にスクウェア・エニックスが公式拡張パック（追加ダウンロードコンテンツ）『ダンジョン シージ 3: Treasures of the Sun』を配信していた。修道院に隠されたアズナイの秘宝の謎のオリジナルのストーリーを展開している。
Steamのストアページでは日本語非対応と表示されるが、スクウェア・エニックスは日本語でプレイ可能としている。

## ストーリー
30年前、「ジェイン・カシンダー」によって国王暗殺の嫌疑をかけられた騎士団は迫害され滅ぼされた。やがて勢力を増したジェイン一派は国の半分を支配するに至り、王家との戦争状態が続いていた。そんな折、散り散りになっていた騎士団の生き残りたちに王国を取り戻さんと召集がかけられるが……。

## 登場キャラクター
ルーカス・モントバロン（Lucas Montbaron）
エッブ王国の前騎士団長の息子である。両手剣と盾を使って、敵と戦う。
アンジェリ（Anjali）
伝説の種族・創造主に仕えた炎の魔女である。人間と炎の精の2つの姿を持って、長柄の武器を使う万能型のキャラクター。
カタリーナ（Katarina）
エッブ王国の騎士団員の一人娘。魔術を使って、2挺のショットガンで強力な遠距離攻撃を行うことが出来る。
ラインハルト・マンクス（Reinhart Manx）
エッブ王国の魔術師である。一切素性を隠している。広範囲かつ強力な魔法攻撃が扱える。

## 特徴
- 『ダンジョン シージ 3』は世界設定こそ以前のシリーズを踏襲しているものの、アクションの比重が大きく増したゲーム性や、主人公が選択式となり成長もスキル選択以外は画一化した事などシステムは完全に刷新されており、シリーズのファンの間で物議を醸した。本作は4人のキャラクターから1人を選んでプレイすることができ、アクション要素がかなり重視された作品[8]。
- また本作よりパブリッシャーがマイクロソフトからスクウェア・エニックスになっている。

## ゲームシリーズ
- ダンジョン シージ
  - ダンジョン シージ: アランナの伝説（拡張パック）
- 紅染の盟約 Birth of Blue Teardrop（日本のみ発売）
- ダンジョン シージ 2
  - ダンジョン シージ 2: ブロークン・ワールド（英語版）（拡張パック、日本未発売）
- ダンジョン シージ: スローン・オブ・アゴニー（英語版）（PSPのみ対応、日本未発売）
- ダンジョン シージ 3
  - ダンジョン シージ 3: Treasures of the Sun（拡張パック、ダウンロードコンテンツ）